# Glikogen
Glikogen – polisacharyd (wielocukier), którego cząsteczki zbudowane są z połączonych ok. 100 000 reszt D-glukozy. W organizmach zwierzęcych jest gromadzony w wątrobie, w około 7 razy mniejszym stężeniu występuje też w tkance mięśni poprzecznie prążkowanych (szkieletowych). Jednakże ze względu na dużą masę mięśni w całym organizmie, całkowita zawartość glikogenu w mięśniach stanowi około trzech czwartych jego zawartości w organizmie człowieka.
Jest głównym wielocukrem, który stanowi materiał zapasowy w komórkach zwierzęcych. U roślin spotykany jest bardzo rzadko, np. w ciałkach odżywczych wytwarzanych na ogonkach liściowych cekropek Cecropia.
Ma strukturę podobną do amylopektyny, tylko że jego cząsteczki są bardziej rozgałęzione, a łańcuchy boczne krótsze. Cząsteczki glukozy w prostym łańcuchu połączone są wiązaniami α-1,4-glikozydowymi. Rozgałęzienie tworzone jest co 8–12 monomerów przez wiązanie α-1,6-glikozydowe. Glikogen w miarę potrzeby może być szybko rozkładany do glukozy (jednakże nie w mięśniach, ze względu na brak glukozo-6-fosfatazy) i w przeciwieństwie do tłuszczów uwalniana glukoza może być źródłem energii w przemianach beztlenowych. Do najbogatszych w ten materiał zapasowy narządów należą wątroba (5% jej masy) i mięśnie (ok. 0.7% ich masy). Glikogen występuje w postaci ziaren o średnicy 10–40 nm zawieszonych w cytoplazmie. 
Glikogen mięśni w procesie glikolizy ulega transaminacji do alaniny, która jest eksportowana z mięśni i zużywana do glukoneogenezy w wątrobie. Pomimo nietworzenia wolnej glukozy, uwalniany jest glukozo-1-fosforan niezbędny do aktywności mięśnia (przekształcany w glukozo-6-fosforan włączany do procesu glikolizy, w którym uzyskiwane jest ATP). 
Rozkład glikogenu (glikogenoliza) przebiega dwoma torami: fosforolitycznym i hydrolitycznym. Rozkład ten jest indukowany działaniem glukagonu (hormon produkowany przez komórki α trzustki), a skutkiem tego procesu jest podniesienie poziomu cukru we krwi. Rozkład glikogenu w wątrobie spowodowany jest zapotrzebowaniem organizmu na cukier. Odwrotny proces zachodzi w momencie oddziaływania insuliny (antagonistycznego hormonu glukagonu), kiedy to zachodzi wiązanie glukozy z krwi w glikogen w wątrobie (→glikogenogeneza).